# Lavanttalbanan
|  |  |  |

|  | Station on track |

|  | Unknown BSicon "hKRZWae" |

|  | Station on track |

|  | Stop on track |

|  | Stop on track |

|  | Station on track |

|  | Stop on track |

|  | Station on track |

|  | Station on track |

|  | Stop on track |

|  | Stop on track |

|  | Station on track |

|  | Stop on track |

|  | Station on track |

|  | Station on track |

|  | Stop on track |

|  | Station on track |

|  | Station on track |

|  | Stop on track |

|  | Station on track |

|  | Unknown BSicon "ABZgr" |

|  | Stop on track |

|  | Stop on track |

|  | Stop on track |

|  | Stop on track |

|  | Station on track |

|  | Unknown BSicon "ENDExe" |

|  |  |  |

|  | Station on track |

|  | Unknown BSicon "hKRZWae" |

|  | Station on track |

|  | Stop on track |

|  | Stop on track |

|  | Station on track |

|  | Stop on track |

|  | Station on track |

|  | Station on track |

|  | Stop on track |

|  | Stop on track |

|  | Station on track |

|  | Stop on track |

|  | Station on track |

|  | Station on track |

|  | Stop on track |

|  | Station on track |

|  | Station on track |

|  | Stop on track |

|  | Station on track |

|  | Unknown BSicon "ABZgr" |

|  | Stop on track |

|  | Stop on track |

|  | Stop on track |

|  | Stop on track |

|  | Station on track |

|  | Unknown BSicon "ENDExe" |

Lavanttalbanan är en österrikisk järnväg i förbundsländerna Steiermark och Kärnten och förbinder Zeltweg med Lavamünd. Järnvägen är enkelspårig och inte elektrifierad. 
Sträckan börjar i Zeltweg (669 meter över havet) där den ansluter till sydbanan. Den passerar passet Obdacher Sattel (880 meter över havet) och går sedan längs floden Lavant söderut. Vid Sankt Paul im Lavanttal ansluter Jauntalbanan från Bleiburg. Lavanttalbanan går vidare till Lavamünd (345 meter över havet) nära den slovenska gränsen. Ursprungligen fortsatte järnvägen till Celje i Slovenien, men den slovenska delen av sträckan (söder om Lavamünd) lades ned 1965 och har demonterats.
Lavanttalbanan trafikeras av godståg. På vardagar går ett tåg från Zeltweg till Klagenfurt och ett tåg från Klagenfurt till Bad Sankt Leonhard. Regelbunden regionaltrafik körs från Wolfsberg via Jauntalbanan till Klagenfurt. Sträckan Sankt Paul–Lavamünd trafikeras av ett privat järnvägsbolag med godståg och med nostalgitåg för turister på somrarna.